# L.A. Schou
Ludvig Abelin Schou (født 11. januar 1838 i Slagelse, død 30. september 1867 i Firenze) var en dansk maler, bror til P.A. Schou.
Schou var søn af købmand Frederik Ludvig Schou og Arise født Werliin, men kom allerede syv år gammel til København. Efter sin konfirmation blev han sat i malerlære og aflagde i en alder af kun 18 år svendeprøven, skønt han i det sidste år havde brugt ikke så lidt af sin tid til kunstneriske studier og bl.a. tegnet på Kunstakademiet, hvis undervisning han vedblev at søge efter at være blevet svend. Så vel her som under arbejdet i Niels Simonsens og Wilhelm Marstrands atelierer gjorde han gode fremskridt; sølvmedaljerne tilkendtes ham i 1860 og 1861, og fra 1861-64 udstillede han nogle portrætter og mindre figurkompositioner. 
Da disse arbejder imidlertid kun i ringe grad tilfredsstillede ham selv, og da hans gentagne forsøg på at vinde den mindre guldmedalje mislykkedes, var han så nær ved helt at tabe modet, at han endog tænkte på at opgive kunsten for at blive handelskontorist og tegnelærer. Håbet om en fremtid som maler vågnede dog igen, da en slægtning gav ham en pengesum, for hvilken han kunde rejse til Italien. 

## I Italien fra 1864
Til Rom kom han i efteråret 1864 og boede dels der, dels i de nærliggende bjergbyer til foråret 1866. Under sit ophold i syden led han stadig af leversyge, men fik dog fuldendt flere arbejder, af hvilke to, Italienske Bønder i Rom og Portræt af en Kludesamler, blev udstillet 1866. 
| - Omtalte billeder - Tryk efter Schous billede Italienske bønder i Rom - Portræt af en Kludesamler, 1866, Den Hirschsprungske Samling. |

I oktober samme år rejste han, efter at have fuldført sit store, i Italien påbegyndte billede, Chione, dræbt på Jagten af den krænkede Diana, udstillet 1867, for anden gang til Rom og tog der straks fat på udarbejdelsen af sit store hovedværk, det i 1868, året efter kunstnerens død, udstillede Romerske Arbejdsfolk transporterer en antik Kejserstatue fra Colossæum igennem Titusbuen.
Dette arbejde blev det sidste af kunstnerens overhovedet kun lidet talrige malerier og optog så godt som al hans tid indtil et par uger før hans død; færdigt gjorde han det i Firenze. 
| - Omtalte billeder - Chione dræbt på jagten af den krænkede Diana, 1866 Ribe Kunstmuseum.) - Romerske arbejdsfolk transporterer en antik kejserstatue fra Colosseum igennem Titusbuen til museerne i Capitol. 1866/67 |

## Karakteristik
Schou var en meget selvstændig og rigt begavet kunstner, en ypperlig kompositør og tegner – nogen fremragende kolorist var han vist til trods for sine energiske anstrengelser næppe nogen sinde blevet – og udstyret med en frodig og sikkert skabende fantasi. 
Denne hans sidstnævnte hovedevne lægger sig frem for alt for dagen i hans efterladte tegninger, af hvilke en række, udført over motiver fra ragnaroksmyten, blev udstillet i 1868 for senere at blive solgt på auktion. I de bedste af dem er der en energi i følelsen og en storhed i formen, der sikrer Schou rang som en af de ypperste, der i Danmark have behandlet mytologiske emner.
Schou er begravet i Firenze. Han er gengivet i fotografier af Julius Jacobsen og P.C. Koch.

## Billeder
| - Andre værker af L.A. Schou - Mikkelskirken i Slagelse, set fra Fisketorvet. Køerne vandes ved vandposten, 1858 - En lille pige med en krukke, 1861 - Melanie Becker, f Wolff, 1862 - Bondestue med en strikkende kone, 1864. Radering, gravering - Malermester Werliin, 1864. Radering, gravering - En kulsvier, ca. 1866 - Kentaur, 1866 - Interiør fra en Bondestue. Mellem 1856 og 1867 - Kvindeportræt. Mellem 1856 og 1867 - Andreas Friderich Werliin, Schous bedstefar Mellem 1856 og 1867 - En almisse. Mellem 1856 og 1867 - Mandsportræt Før 1867 - Ung italiensk mandsfigur i klippelandskab. Mellem 1865 og 1867 - Valkyrierne overmandes af helvedeskræfter under Ragnarok Hel and the Valkyries (Ragnarok) |